# John Willis (Offizier)
Sir John Frederick Willis, GBE, KCB, FRAeS (* 27. Oktober 1937 in London; † 9. Januar 2008) war ein britischer Offizier der Royal Air Force, der als Generalleutnant (Air Marshal) zwischen 1992 und 1994 letzter Oberkommandierender des Luftunterstützungskommandos (RAF Support Command) war. Zuletzt war er als General (Air Chief Marshal) von 1995 bis 1997 Vize-Chef des Verteidigungsstabes (Vice-Chief of the Defence Staff).

## Leben

### Offiziersausbildung, Offizier und Stabsoffizier
John Frederick Willis, Sohn von F. A. Willis und dessen Ehefrau K. E. Willis, begann nach dem Besuch des Dulwich College im September 1955 als Flight Cadet eine Offiziersausbildung im C-Squadron des Royal Air Force College Cranwell. Nach deren Abschluss wurde er am 29. Juli 1958 als Berufssoldat (Permanent Commission) im Dienstgrad eines Oberleutnants (Flying Officer) in die Royal Air Force übernommen. Im Anschluss fand er zwischen 1958 und 1964 als Pilot von strategischen Bombern vom Typ Avro Vulcan Verwendung auf in der No. 83 Squadron RAF sowie der No. 44 Squadron RAF auf dem Luftwaffenstützpunkt RAF Waddington sowie zuletzt in der No. IX Squadron RAF auf dem Stützpunkt RAF Coningsby. In dieser Zeit wurde er am 29. Januar 1961 zum Hauptmann (Flight Lieutenant) befördert und war daraufhin zwischen 1964 und 1967 Fluglehrer QFI (Qualified Flying Instructor) an der No 6 Flying Training School (FTS) auf dem Militärflughafen RAF Acklington.
Nach seiner Beförderung zum Major (Squadron Leader) am 1. Juli 1967 war Willis zwischen 1967 und 1970 im Auswahlzentrum für Offiziere und Flugzeugbesatzungen OASC (Officer and Aircrew Selection Centre) auf dem Stützpunkt RAF Biggin Hill tätig. Danach besuchte er 1970 das Royal Air Force Staff College Bracknell und war daraufhin zwischen 1970 und 1973 Flugausbilder für Avro Vulcan-Bomber in der No. 230 Operational Conversion Unit (OCU). Im Anschluss wurde er 1973 auf dem Luftwaffenstützpunkt RAF Scampton Kommandeur eines Schwarms (Flight Commander) der No. 27 Squadron RAF, die bis zum Jahr zuvor Teil der nuklearen Abschreckungskraft gewesen war und am 29. März 1972 infolge der Übertragung der Abschreckungsverpflichtung (deterrence commitment) auf die Royal Navy aufgelöst wurde. Die No. 27 Squadron RAF wurde im November 1973 reformiert, immer noch mit Avro Vulcan-Flugzeugen ausgestattet, aber in der Rolle der strategischen Aufklärung. Nach seiner Beförderung zum Oberstleutnant (Wing Commander) am 1. Juli 1975 war er zwischen Juli 1975 und Juni 1977 Kommandeur (Commanding Officer) des No. 27 Squadron RAF.
Im Anschluss war John Willis im Luftwaffenstab zwischen dem 20. Juni 1977 und dem 21. September 1979 Referent im Referat Vorwärtspolitik (Forward Policy, FP 4), das sich mit einer Reihe von außenpolitischen Doktrinen befasst, die auf territoriale Ambitionen und Streitigkeiten anwendbar sind, bei denen der Schwerpunkt auf der Sicherung der Kontrolle über Zielgebiete durch Invasion und Annexion oder durch die politische Schaffung konformer Pufferstaaten liegt. Danach fungierte er vom 21. September 1979 bis zum 1. April 1982 stellvertretender Leiter des Referats Planung im Luftwaffenstab und erhielt dort am 1. Januar 1980 die Beförderung zum Oberst (Group Captain). Daraufhin fungierte er zwischen dem 1. April 1982 und dem 30. März 1984 als Kommandant des Luftwaffenstützpunktes RAF Akrotiri sowie vom 4. Mai bis Dezember 1984 als Stabsoffizier im Verteidigungsministerium (Ministry of Defence), ehe er zwischen dem 2. Januar und dem 15. November 1985 im Luftwaffenstab Leiter des Referats Einsatzbesprechung und Koordination (Director of Air Staff Briefing & Co-ordination) war.

### Aufstieg zumAir Chief Marshal
Danach wechselte Willis am 15. November 1985 ins Oberste Hauptquartier der Alliierten Streitkräfte der NATO in Europa SHAPE (Supreme Headquarters Allied Powers Europe) und war dort bis zum 3. Februar 1989 Leiter des Referats Spezialwaffen. Während dieser Zeit wurde er am 1. Januar 1986 zum Brigadegeneral (Air Commodore) befördert und am 31. Dezember 1987 Commander des Order of the British Empire (CBE). Nach seiner Beförderung zum Generalmajor (Air Vice-Marshal) am 1. Januar 1989 übernahm er am 3. Februar 1989 den Posten als Assistierender Chef des Verteidigungsstabes für Grundsatz- und Nuklearangelegenheiten (Assistant Chief of the Defence Staff (Policy & Nuclear)) und bekleidet diesen bis Dezember 1990. Er wurde am 31. Dezember 1990 Companion des Order of the Bath (CB) und war zwischen dem 18. Januar 1991 und dem 5. Oktober 1992 im Luftwaffenstab Leiter der Abteilung Ausbildung (Director-General of Training).
Nach seiner Beförderung zum Generalleutnant (Air Marshal) am 5. Oktober 1992 wurde John Willis als Nachfolger von Air Marshal Sir John Thomson Oberkommandierender des Luftunterstützungskommandos (Air Officer Commanding-in-Chief, RAF Support Command) und übte diese Funktion bis zur Auflösung dieses Kommandos am 1. April 1994 aus. Am 31. Dezember 1992 wurde er zum Knight Commander des Order of the Bath (KCB) geschlagen, so dass er seitdem den Namenszusatz „Sir“ führte. Am 1. April 1994 wiederum wurde das RAF Support Command aufgeteilt in das Personal- und Ausbildungskommando der Luftstreitkräfte (RAF Personnel and Training Command) sowie in das Logistikkommando der Luftstreitkräfte (RAF Logistics Command). Er selbst war daraufhin zwischen dem 1. April 1994 und April 1995 Chef des Stabes sowie Kommandeur der unmittelbar verwalteten Einheiten im Hauptquartier des Logistikkommandos (Chief of Staff/AOC, Directly Administered Units, HQ Logistics Command).
Zuletzt wurde Willis nach seiner Beförderung zum General (Air Chief Marshal) am 4. April 1995 Nachfolger von Admiral Sir Jock Slater als Vize-Chef des Verteidigungsstabes (Vice Chief of the Defence Staff). Diesen Posten hatte er bis zu seinem Ausscheiden aus dem aktiven Militärdienst im Oktober 1997 inne, woraufhin Admiral Sir Peter Abbott seine Nachfolge antrat. Am 14. Juni 1997 wurde er zum Knight Grand Cross des Order of the British Empire (GBE) erhoben und als Fellow in die Royal Aeronautical Society (FRAeS) aufgenommen. Am 10. Januar 1998 trat er in den Ruhestand.
Danach war Sir John Willis Vorstandsvorsitzender von Rosetta Global Communications, einem Konsortium von British Aerospace, British Telecom und Lockheed Martin für den militärischen Kommunikationssatelliten Skynet 5. Des Weiteren engagierte er sich als Vize-Vorsitzender des Beirates der Newcastle University. Aus seiner 1959 geschlossenen Ehe mit Merrill Thewliss gingen drei Söhne und zwei Töchter hervor.